# Gunung Martua
Gunung Martua is een bestuurslaag in het regentschap Padang Lawas Utara van de provincie Noord-Sumatra, Indonesië. Gunung Martua telt 409 inwoners (volkstelling 2010).